# A12 (motorväg, Österrike)

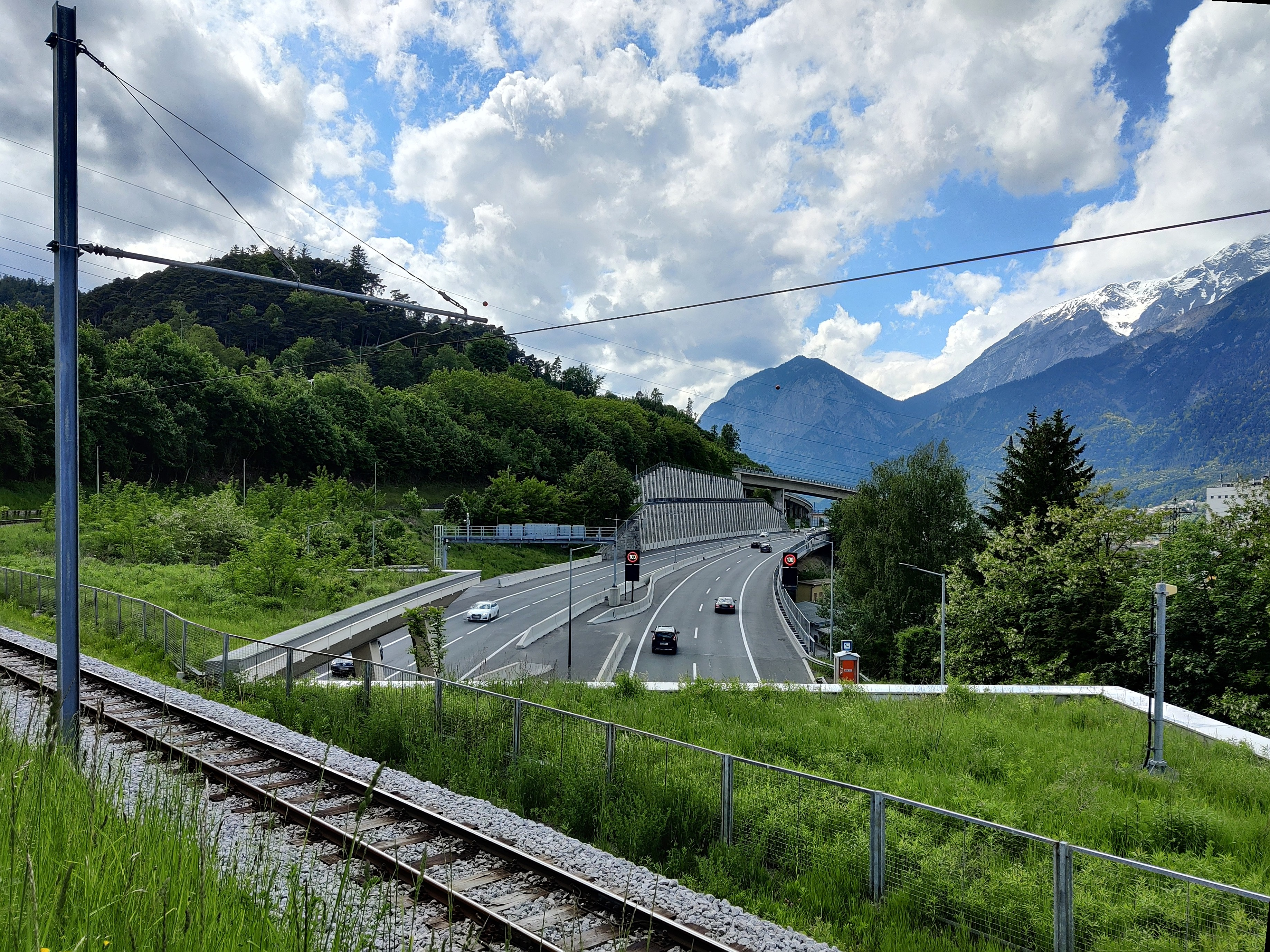
A12 i Innsbruck

A12 är en motorväg i Österrike som går mellan Landeck och Kufstein och vidare till gränsen till Tyskland. Motorvägen går via Innsbruck och Wörgl. Motorvägen går under namnet Inntalmotorvägen och är en av Österrikes transitlänkar. Denna motorväg kan även användas för transittrafik som ska gå från Tyskland till Italien.